# Java-Höckernatter

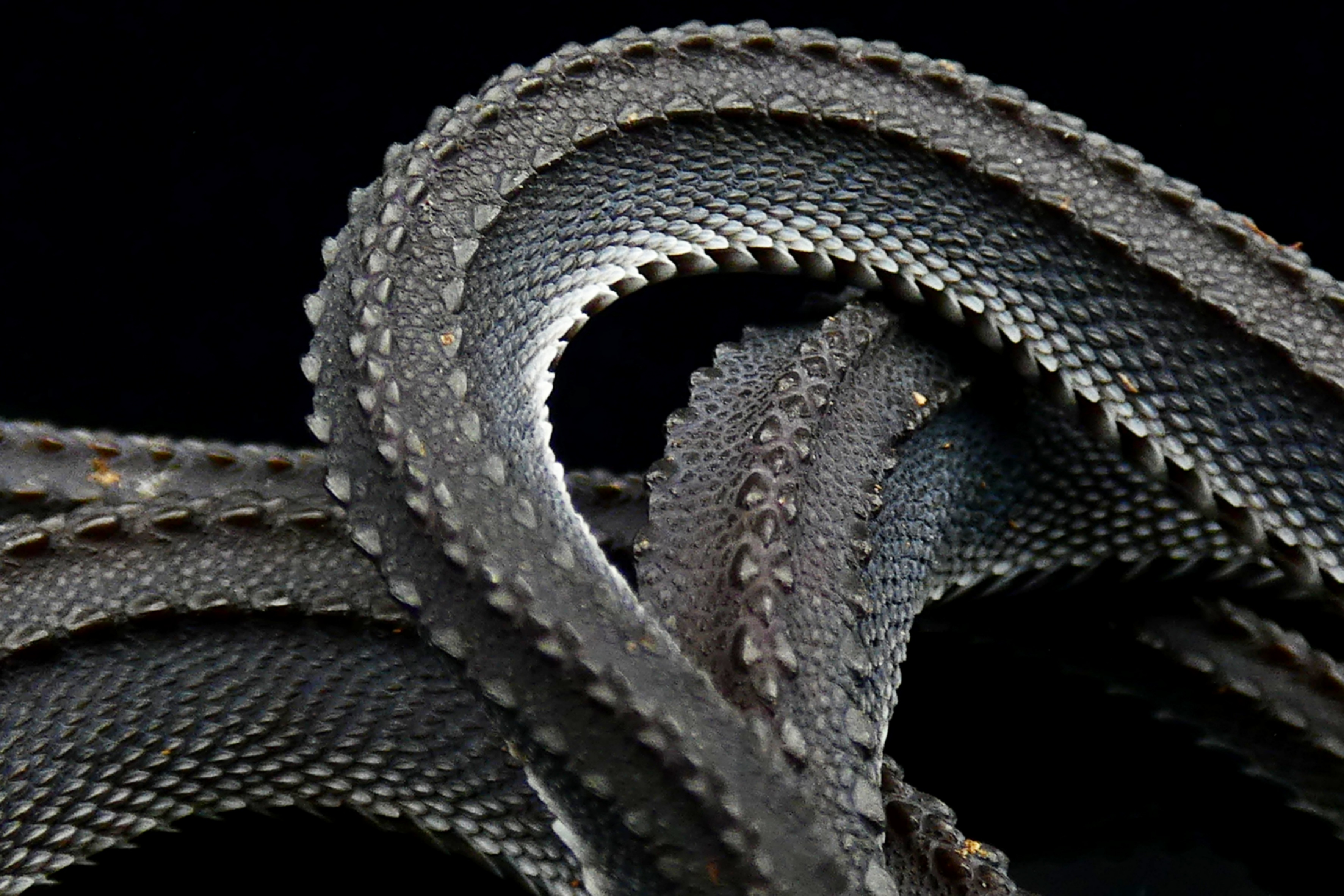
Beschuppung

Die Java-Höckernatter (Xenodermus javanicus) ist eine in Asien vorkommende Schlangenart, die zur Familie der Höckernattern (Xenodermidae) gehört. Der Artname bezieht sich auf die Insel Java, den Fundort des Typenexemplars. Xenodermus javanicus ist der einzige Vertreter der monotypischen Gattung Xenodermus.

## Merkmale
Ausgewachsene Java-Höckernattern erreichen eine Länge von 80 Zentimetern bei den Weibchen sowie von 60 Zentimetern bei den Männchen. Die Farbe variiert von Braun über Dunkelgrau bis hin zu Schwarz. Ihre Beschuppung zeigt charakteristische dorsale Skalen. Zwischen kleinen, länglichen Schuppen finden sich Reihen größerer gekielter Tuberkel. Dadurch unterscheiden sie sich von anderen Schlangenarten. Die Rückenwirbel besitzen hervortretende Dornfortsätze, die namensgebend wie Höcker deutlich hervortreten. Wegen ihres charakteristischen Aussehens wird die Schlange im englischen Sprachgebrauch zuweilen als Dragon Snake, Javan Tubercle Snake, Javan Mudsnake oder Rough-backed Litter Snake (Drachenschlange, Java-Tuberkelschlange, Java-Schlammschlange oder Raurücken-Streuschlange) bezeichnet.

## Verbreitung und Lebensraum
Die Verbreitung der Java-Höckernatter erstreckt sich über Myanmar, Malaysia, Brunei, Thailand bis Indonesien. Die Schlange besiedelt überwiegend Feuchtgebiete, Grasland und offene Wälder in Höhenlagen von bis zu 1300 Metern.

## Lebensweise
Die Java-Höckernatter ist nachtaktiv und jagt bevorzugt in feuchten Regionen. Zu ihrem Nahrungsspektrum zählen kleine Fische und Frösche sowie Kaulquappen, gelegentlich auch Regenwürmer. Die Art pflanzt sich durch Oviparie (eierlegend) fort. Die Weibchen legen jedes Jahr in der Regenzeit (Oktober bis Februar) mehrere Gelege von zwei bis vier Eiern.

## Gefährdung
Die Java-Höckernatter wird von der Weltnaturschutzorganisation IUCN als „Least Concern = nicht gefährdet“ klassifiziert. Die Art ist gegenüber nassen landwirtschaftlichen Ländereien wie Reisfeldern unempfindlich, diesbezüglich sind keine großen Bedrohungen ersichtlich, sie kann jedoch, ebenso wie ihre Froschbeute anfällig für landwirtschaftliche Schadstoffe wie Düngemittel und Pestizide sein.